# Manuel dos Santos Rocha
Manuel dos Santos Rocha (São José do Tocantins, Minas Gerais, Brasil, 22 de Abril de 1905 – Beja, 16 de Fevereiro de 1983), foi um Arcebispo-Bispo português.

## Biografia
Filho de João Francisco Rocha e de sua mulher Ana de Jesus, nasceu no dia 22 de Abril de 1905, em São José de Tocantins, Diocese de Leopoldina, Estado de Minas Gerais (Brasil), onde foi baptizado a 3 de Maio do mesmo ano.
Regressando para Portugal em 1911, fez a instrução primária em Calvão e entrou em 1915 para o Seminário de Coimbra.
A 27 de Novembro de 1926 é ordenado presbítero no Seminário de Coimbra por D. Manuel Luís Coelho da Silva, celebrando a sua Missa Nova em Calvão no dia 30 do mesmo mês.
Em Coimbra exerceu diferentes cargos como Cónego da Sé de Coimbra (1946), Assistente da Junta Diocesana da Acção Católica, Director Diocesano dos Cruzados de Fátima e outros.

### Bispo auxiliar de Lisboa
No Consistório de 14 de Março de 1949, o Papa Pio XII nomeia-o Bispo titular de Priene e Auxiliar do Cardeal Patriarca D. Manuel Gonçalves Cerejeira.
Recebeu a ordenação episcopal na Sé de Lisboa a 29 de Junho de 1949 e escolheu com lema das suas armas episcopais a divisa Duc in Altum.
Em 1956 foi designado Arcebispo Titular de Mitilene, e por inerência de cargo, Vigário Geral do Patriarcado de Lisboa.
Participou como um dos padres conciliares do Concílio Vaticano II.

### Bispo de Beja
A 14 de Dezembro de 1965 foi nomeado pelo Papa Paulo VI, Bispo de Beja, pela Bula Dilecti Feliis. Recebendo as Letras Apostólicas a 3 de Janeiro de 1966, tomou posse por procuração no dia 24 de Fevereiro desse mesmo ano, e entrou solenemente na diocese de Beja a 26 de Fevereiro.
Até à sua resignação aceite pelo Papa São João Paulo II em 8 de Setembro de 1980 procurou consolidar e incrementar a acção pastoral anterior e teve o trabalho e o mérito de implementar na Diocese a reforma do Concílio Vaticano II, promovendo várias acções de formação neste sentido.
Aos 77 anos de idade faleceu em Beja a 16 de Fevereiro de 1983. Está sepultado no Jazigo dos Bispos de Beja, no cemitério da mesma cidade.